# Aeroporto di Gabes-Matmata
L'Aeroporto di Gabes-Matmata o Aeroporto Internazionale di Gabes (IATA: GAE, ICAO: DTTG) è un aeroporto della Tunisia situato presso la città di Gabès nel governatorato omonimo. È situato a 25 chilometri stradali ad sud-ovest dal centro città.

## Storia
Nato come aeroporto militare nel primo decennio del XXI secolo, parte del sedime aeroportuale viene convertita ad uso civile con un investimento di 27 milioni di dinari. Fu ufficialmente aperto al traffico civile e commerciale con un decreto il 4 giugno 2008. L'aerostazione odierna è entrata in funzione nel 2015.